# 1952年フランスグランプリ
1952年フランスグランプリ (XXXIX Grand Prix de l'ACF) は、1952年7月6日にルーアン・レゼサールで開催されたフォーミュラ2のレース。このレースは1952年のF1世界選手権の第4戦でもあったが、通常適用されるフォーミュラ1のレギュレーションではなく、1952年と1953年はフォーミュラ2のレギュレーションが適用された。

## レース概要
前週末に行われたグランプリ・ド・ラ・マルヌで優勝したジャン・ベーラは、ルーアン・レゼサールで開催された最初のフランスグランプリにエキップ・ゴルディーニから出場した。ゴルディーニのレギュラードライバー、ロベール・マンヅォンとプリンス・ビラと共に3台体制を形成した。また、前戦にワークスカーをドライブしたジョニー・クレエに代わって、モーリス・トランティニアンがゴルディーニをドライブした。クレエは自身のチーム、エキュリー・ベルゲからシムカ・ゴルディーニで参加した。同チーム名は1950年、1951年に使用されていた。フェラーリは前戦のフロントローを独占したアスカリ、ファリーナ、タルッフィのラインナップを維持した。また、何名かのプライベイターがフェラーリで：スイス人ドライバールディ・フィッシャーとペーター・ヒルトがエキュリー・エスパドンから、イタリア人ドライバーのフランコ・コモッティとピエロ・カリーニがスクーデリア・マルゾットから、そしてルイ・ロジェが参戦した。HWMはランス・マックリンとピーター・コリンズを前戦に引き続いて起用し、加えてフランス人のイブ・ジロー・カバントゥも起用した。一方マセラティのワークスチームは引き続いて参戦しなかったが、彼らの新車A6GCMがスクーデリア・バンデランテスのフィリップ・エタンセランのドライブでデビューした。エンリコ・プラーテはマセラティの旧型、4CLT/48をトゥーロ・デ・グラッフェンリートとハリー・シェルに託した。残るグリッドはアルタを走らせるピーター・ホワイトヘッドと、クーパー-ブリストルのマイク・ホーソーンが並んだ。
アスカリが前戦に引き続いてポールポジションを獲得、チームメイトのファリーナとタルッフィが並び、フロントローを独占した。ゴルディーニの2台が2列目に並び、ベーラが4位、マンヅォンが5位となった。トランティニアンとビラは3列目に並び、次いでピーター・コリンズがHWM勢の最上位となった。マセラティ・A6GCMは期待外れの結果となり、フィリップ・エタンセランは7位となった。
決勝は再びフェラーリの天下となり、アルベルト・アスカリがスタートからフィニッシュまでファリーナを従え、2連勝を果たした。ゴルディーニのマンヅォンとベーラは好スタートを切ったにもかかわらず、第1ラップの終わりまでに3、4位を走行した。ピエロ・タルッフィは第4ラップに3位に回復し、その位置をフィニッシュまで保持し、表彰台はフェラーリ勢で独占された。マンヅォンは4位、タルッフィの1周遅れであった。一方チームメイトのモーリス・トランティニアンは5位に入り、ポイントを獲得した。HWMのピーター・コリンズはトランティニアンの2周遅れで6位、ジャン・ベーラは3ラップ目に最下位であったが、その後回復し7位でフィニッシュした。彼はクラッシュのためピットインしなければならず、レースは妥協の結果であった。
アスカリは優勝とファステストラップのポイントで、ランキング1位、2位のタルッフィに対して5ポイントの差を付けることとなった。ファリーナは2戦連続2位となり、ランキング3位に浮上、タルッフィに1ポイント差と迫った。インディ500勝者のトロイ・ラットマンは4ポイント差で4位となり、5位には1ポイント差でロベール・マンヅォンが続いた。

## エントリーリスト
| No       | ドライバー                        | チーム                       | コンストラクター     | シャシー                 | エンジン                   | タイヤ |
| -------- | --------------------------------- | ---------------------------- | -------------------- | ------------------------ | -------------------------- | ------ |
| 2        | ロベール・マンヅォン              | エキップ・ゴルディーニ       | ゴルディーニ         | ゴルディーニ・T16        | ゴルディーニ 20 2.0 L6     | E      |
| 4        | ジャン・ベーラ                    | エキップ・ゴルディーニ       | ゴルディーニ         | ゴルディーニ・T16        | ゴルディーニ 20 2.0 L6     | E      |
| 6        | プリンス・ビラ                    | エキップ・ゴルディーニ       | ゴルディーニ         | ゴルディーニ・T16        | ゴルディーニ 20 2.0 L6     | E      |
| 8        | アルベルト・アスカリ              | スクーデリア・フェラーリ     | フェラーリ           | フェラーリ・500          | フェラーリ Type 500 2.0 L4 | P      |
| 10       | ニーノ・ファリーナ                | スクーデリア・フェラーリ     | フェラーリ           | フェラーリ・500          | フェラーリ Type 500 2.0 L4 | P      |
| 12       | ピエロ・タルッフィ1               | スクーデリア・フェラーリ     | フェラーリ           | フェラーリ・500          | フェラーリ Type 500 2.0 L4 | P      |
| 14       | ルイ・ロジェ                      | エキュリー・ロジェ           | フェラーリ           | フェラーリ・500          | フェラーリ Type 500 2.0 L4 | D      |
| 16       | トゥーロ・デ・グラッフェンリート2 | エンリコ・プラーテ           | マセラティ-プラーテ  | マセラティ・4CLT-50      | プラーテ 2.0 L4            | P      |
| 18       | ハリー・シェル                    | エンリコ・プラーテ           | マセラティ-プラーテ  | マセラティ・4CLT-48      | プラーテ 2.0 L4            | P      |
| 20       | ランス・マックリン                | HWモータース                 | HWM-アルタ           | HWM 52                   | アルタ F2 2.0 L4           | D      |
| 22       | ピーター・コリンズ                | HWモータース                 | HWM-アルタ           | HWM 52                   | アルタ F2 2.0 L4           | D      |
| 24       | イブ・ジロー・カバントゥ          | HWモータース                 | HWM-アルタ           | HWM 52                   | アルタ F2 2.0 L4           | D      |
| 26       | ピーター・ホワイトヘッド          | ピーター・ホワイトヘッド     | アルタ               | Alta                     | アルタ F2 2.0 L4           | D      |
| 28       | フィリップ・エタンセラン3         | スクーデリア・バンデランテス | マセラティ           | マセラティ・A6GCM        | マセラティ A6G 2.0 L6      | P      |
| 30       | チコ・ランディ4                   | スクーデリア・バンデランテス | マセラティ           | マセラティ・A6GCM        | マセラティ A6G 2.0 L6      | P      |
| 32       | ジョニー・クレエ                  | エキュリー・ベルゲ           | シムカ・ゴルディーニ | シムカ-ゴルディーニ・T15 | ゴルディーニ 1500 1.5 L4   | E      |
| 34       | ルディ・フィッシャー5             | エキュリー・エスパドン       | フェラーリ           | フェラーリ・212          | フェラーリ 125 F1 1.5 V12  | P      |
| 38       | フランコ・コモッティ6             | スクーデリア・マルゾット     | フェラーリ           | フェラーリ 166F2-50      | フェラーリ 125 F1 1.5 V12  | P      |
| 40       | ピエロ・カリーニ6                 | スクーデリア・マルゾット     | フェラーリ           | フェラーリ 166F2-50      | フェラーリ 125 F1 1.5 V12  | P      |
| 42       | マイク・ホーソーン6               | アーチー・ブライド           | クーパー-ブリストル  | クーパー・T20            | ブリストル BS1 2.0 L6      | D      |
| 44       | モーリス・トランティニアン        | エキップ・ゴルディーニ       | シムカ・ゴルディーニ | シムカ-ゴルディーニ・T15 | ゴルディーニ 1500 1.5 L4   | E      |
| Sources: |                                   |                              |                      |                          |                            |        |

^1 - ピエロ・タルッフィは予選と決勝の大半をフェラーリ12番車で走行した。ルイジ・ヴィッロレージも同車でエントリーしたが、負傷のため参加できなかった。
^2 - トゥーロ・デ・グラッフェンリートは予選と決勝26周をマセラティ16番車で走行した。自身の車でリタイアしたハリー・シェルがその後を引き継いで8周走行したが、再びリタイアした。
^3 - フィリップ・エタンセランは予選と決勝の大半をマセラティ28番車で走行した。アイテル・カントーニも同車でエントリーしたが、解雇されたため参加しなかった。
^4 - チコ・ランディはプラクティス前に撤退した。
^5 - ルディ・フィッシャーは予選と決勝37周をフェラーリ34番車で走行した。彼は当初フェラーリ・500をドライブしたが、プラクティス中にエンジントラブルが生じ、212をドライブすることとなった。ペーター・ヒルトがフィッシャーの後を引き継いだ。ルドルフ・シェーラーが交代ドライバーとして指名されていたが、グランプリに参加することは無かった。
^6 - ヴィットリオ・マルゾット、セルジオ・シギノルフィ、レグ・パーネルは38番車、40番車、42番車の交代ドライバーとして指定されていた。いずれのドライバーもグランプリに参加しなかった。

## 結果

### 予選
| 順位 | No | ドライバー                       | チーム                            | タイム | 差     |
| ---- | -- | -------------------------------- | --------------------------------- | ------ | ------ |
| 1    | 8  | アルベルト・アスカリ             | フェラーリ                        | 2:14.8 | -      |
| 2    | 10 | ニーノ・ファリーナ               | フェラーリ                        | 2:16.2 | + 1.4  |
| 3    | 12 | ピエロ・タルッフィ               | フェラーリ                        | 2:17.1 | + 2.3  |
| 4    | 4  | ジャン・ベーラ                   | ゴルディーニ                      | 2:19.3 | + 4.5  |
| 5    | 2  | ロベール・マンヅォン             | ゴルディーニ                      | 2:20.4 | + 5.6  |
| 6    | 30 | モーリス・トランティニアン       | シムカ・ゴルディーニ-ゴルディーニ | 2:21.6 | + 6.8  |
| 7    | 22 | ピーター・コリンズ               | HWM-アルタ                        | 2:21.9 | + 7.1  |
| 8    | 6  | プリンス・ビラ                   | ゴルディーニ                      | 2:23.0 | + 8.2  |
| 9    | 14 | ルイ・ロジェ                     | フェラーリ                        | 2:27.0 | + 12.2 |
| 10   | 24 | イブ・ジロー・カバントゥ         | HWM-アルタ                        | 2:27.5 | + 12.7 |
| 11   | 16 | トゥーロ・デ・グラッフェンリート | マセラティ                        | 2:28.6 | + 13.8 |
| 12   | 18 | ハリー・シェル                   | マセラティ                        | 2:29.0 | + 14.2 |
| 13   | 26 | ピーター・ホワイトヘッド         | アルタ                            | 2:29.5 | + 14.7 |
| 14   | 20 | ランス・マックリン               | HWM-アルタ                        | 2:30.9 | + 16.1 |
| 15   | 42 | マイク・ホーソーン               | クーパー-ブリストル               | 2:32.0 | + 17.2 |
| 16   | 28 | フィリップ・エタンセラン         | マセラティ                        | 2:33.7 | + 18.9 |
| 17   | 36 | ルディ・フィッシャー             | フェラーリ                        | 2:34.6 | + 19.8 |
| 18   | 38 | フランコ・コモッティ             | フェラーリ                        | 2:36.0 | + 21.2 |
| 19   | 40 | ピエロ・カリーニ                 | フェラーリ                        | 2:37.7 | + 22.9 |
| 20   | 32 | ジョニー・クレエ                 | シムカ・ゴルディーニ-ゴルディーニ | 2:39.6 | + 24.8 |

### 決勝
| 順位     | No | ドライバー                                      | チーム                           | 周回 | タイム/リタイア原因 | グリッド | ポイント |
| -------- | -- | ----------------------------------------------- | -------------------------------- | ---- | ------------------- | -------- | -------- |
| 1        | 8  | アルベルト・アスカリ                            | フェラーリ                       | 77   | 3:00:00             | 1        | 9        |
| 2        | 10 | ニーノ・ファリーナ                              | フェラーリ                       | 76   | + 1 lap             | 2        | 6        |
| 3        | 12 | ピエロ・タルッフィ                              | フェラーリ                       | 75   | + 2 laps            | 3        | 4        |
| 4        | 2  | ロベール・マンヅォン                            | ゴルディーニ                     | 74   | + 3 laps            | 5        | 3        |
| 5        | 44 | モーリス・トランティニアン                      | シムカ-ゴルディーニ-ゴルディーニ | 72   | + 5 laps            | 6        | 2        |
| 6        | 22 | ピーター・コリンズ                              | HWM-アルタ                       | 70   | + 7 laps            | 8        |          |
| 7        | 4  | ジャン・ベーラ                                  | ゴルディーニ                     | 70   | + 7 laps            | 4        |          |
| 8        | 28 | フィリップ・エタンセラン                        | マセラティ                       | 70   | + 7 laps            | 18       |          |
| 9        | 20 | ランス・マックリン                              | HWM-アルタ                       | 70   | + 7 laps            | 14       |          |
| 10       | 24 | イブ・ジロー・カバントゥ                        | HWM-アルタ                       | 68   | + 9 laps            | 10       |          |
| 11       | 34 | ルディ・フィッシャー ペーター・ヒルト           | フェラーリ                       | 66   | + 11 laps           | 17       |          |
| 12       | 38 | フランコ・コモッティ                            | フェラーリ                       | 63   | + 14 laps           | 16       |          |
| リタイア | 6  | プリンス・ビラ                                  | ゴルディーニ                     | 56   | アクセル            | 7        |          |
| リタイア | 42 | マイク・ホーソーン                              | クーパー-ブリストル              | 51   | イグニッション      | 15       |          |
| リタイア | 16 | トゥーロ・デ・グラッフェンリート ハリー・シェル | マセラティ                       | 34   | ブレーキ            | 12       |          |
| リタイア | 26 | ピーター・ホワイトヘッド                        | アルタ                           | 17   | クラッチ            | 13       |          |
| リタイア | 14 | ルイ・ロジェ                                    | フェラーリ                       | 17   | エンジン            | 9        |          |
| リタイア | 32 | ジョニー・クレエ                                | シムカ-ゴルディーニ-ゴルディーニ | 15   | エンジン            | 20       |          |
| リタイア | 18 | ハリー・シェル                                  | マセラティ                       | 7    | ギアボックス        | 11       |          |
| リタイア | 40 | ピエロ・カリーニ                                | フェラーリ                       | 2    | エンジン            | 19       |          |

## 注
- ポールポジション：アルベルト・アスカリ - 2:14.8
- ファステストラップ：アルベルト・アスカリ - 2:17.3
- 車両共有
  - #34：フィッシャー（33周）、ヒルト（33周）
  - #16：デ・グラッフェンリート（20周）、シェル（14周）

## 第4戦終了時点でのランキング
|   | 順位 | ドライバー           | ポイント |
| - | ---- | -------------------- | -------- |
| 1 | 1    | アルベルト・アスカリ | 18       |
| 1 | 2    | ピエロ・タルッフィ   | 13       |
| 1 | 3    | ニーノ・ファリーナ   | 12       |
| 1 | 4    | トロイ・ラットマン   | 8        |
| 3 | 5    | ロベール・マンヅォン | 7        |

- 注：トップ5のみ表示。ベスト4戦のみがカウントされる。

## 参照
1. ↑  “French GP, 1952 Race Report”.   Grandprix.com. 2013年2月2日閲覧。
2. ↑  “1952 French Grand Prix - Race Entries”.   manipef1.com. 2012年5月9日時点のオリジナルよりアーカイブ。2014年1月1日閲覧。
3. ↑  “1952 ACF GP - Entry List”.   chicanef1.com. 2014年1月1日閲覧。
4. 1 2 3  “France 1952 - Result”.   statsf1.com. 2014年1月11日閲覧。
5. 1 2  “French Grand Prix 1952 - Results”.  ESPN F1. 2014年1月11日閲覧。
6. 1 2  “France 1952 - Race entrants”.   statsf1.com. 2014年1月11日閲覧。

- “The Official Formula 1 website”. 2009年12月1日閲覧。

| 前戦 1952年ベルギーグランプリ     | FIA F1世界選手権 1952年シーズン | 次戦 1952年イギリスグランプリ     |
| 前回開催 1951年ベルギーグランプリ | フランスグランプリ              | 次回開催 1953年ベルギーグランプリ |